# هواوي سونيك
هواوي سونيك (بالإنجليزية: Huawei Sonic)‏ هو هاتف ذكي من هواوي يعمل بنظام أندرويد، تم طرحه في الأسواق في 21 يونيو 2011.

## الخصائص
- نظام التشغيل: أندرويد
- الكاميرا الخلفية: 3.2 ميجابكسل
- الوزن: 120 غرام
- المعالج: 600 ميجا هرتز
- الذاكرة: 256 ميجابايت